# Esperanza Martínez-Romero
Esperanza Martínez-Romero est une biologiste mexicaine spécialiste de la génomique environnementale. Elle a fait ses études à l'Université nationale autonome du Mexique (UNAM) et a fait ses recherches post-doctorales à l'institut national de la recherche agronomique. Elle est directrice de recherches au centre des sciences génomiques de l'UNAM. En 2020, elle reçoit le prix L'Oréal-Unesco pour les femmes et la science pour ses recherches pionnières sur l'utilisation de bactéries respectueuses de l'environnement pour favoriser la croissance des plantes afin d'augmenter la productivité agricole tout en réduisant l'utilisation d'engrais chimiques.